# Клас Јан Хунтелар
Дирк Јан Клас „Клас Јан” Хунтелар (хол. Dirk Jan Klaas Huntelaar; Вур-Дремпт, 12. август 1983) бивши је холандски фудбалер који је играо на позицији нападача.
Хунтелар је 2006. добио две награде: за најталентованијег играча Ередивизије и најбољег играча Ајакса у овој сезони. Био је члан репрезентације која је освојила Европско првенство за младе У21 2006 и освојио титулу најбољег стрелца на том турниру, као и место у најбољем тиму шампионата. Он је и најбољи стрелац репрезентације Холандије за играче млађе од 21 године у историји са постигнута 18 гола на 22 утакмице, као и најбољи стрелац Ередивизије у сезонама 2005/06 и 2007/08. Од 2. јула 2007. Хунтелар је заштитно лице Најкија, док га је пре Најкија спонзорисао Адидас.

## Каријера

### ПСВ
У првој сезони за ПСВ Ајндховен, брзо се наметнуо тренеру првог тима са постигнутих 26 голова у 23 утакмице за млади тим ПСВ-а. У другој сезони је позван да заигра у првом тиму који је тада предводио Гус Хидинг, али је углавном био на клупи за резерве. Свој деби је одиграо 22. новембра 2002. против ФК Русендала као резерва, заменивши Матеју Кежмана. То је уједно био и његов једини наступ за овај клуб.

### Де Графсхап
После неуспешне сезоне у ПСВ-у, Хунтелар долази у Де Графсхап као позајмљени играч. На свом дебију је ушао као замена 8. фебруара 2003. против ФК Русендала, док је 16. фебруара исте године заиграо као стартер против свог будућег клуба ФК Херенвена. Те сезоне је наступио 9 пута, без постигнутог гола, тако да је управа Де Графсхапа одлучила да не продужи уговор са њим.

### АГОВВ Апелдурн
На старту сезоне 2003/04 Хунтелар је поново послат на позајмицу, овог пута у новог члана прве лиге, АГОВВ Апелдурн. На свом дебију против ТОП Осс-а постигао је гол, док је на следећој утакмици против Хераклеса, постигао хет-трик. Ту сезону завршио је на првом месту лиге стрелаца са 26 голова на 35 мечева и проглашен је за играча сезоне Ередивизије. Чак и једна трибина стадиона „Спортпарк Берг & Бос“ на коме игра АГОВВ од 2007. године носи име име Клас Јана Хунтелара.

### ФК Херенвен
После раскида уговора са ПСВ-ом, Хунтелар прелази у ФК Херенвен за 100.000 €. Свој дебитантски меч против АЗ Алкмара обележио је са постигнутим голом. У првом делу шампионата постигао је 10 голова на 17 утакмица, док је сезону завршио са 17 постигнутих голова на 31 утакмици, док је његов тим изборио пласман у УЕФА Куп. У сезони 2005/06 са 17 голова на 15 утакмица привукао је пажњу Ајакса, који га је и довео у своје редове за 9 милиона €.

### Ајакс
После доласка у зимском прелазном року, Хунтелар је дебитовао у купу против свог бившег клуба. На тој утакмици је постигао свој први гол за клуб.. Током фебруара, Хунтелар постиже 9 голова на 7 утакмица, укључујући и гол против Интера на првој утакмици Лиге шампиона у каријери. Сезону је завршио са 33 постигнута гола, као први на листи стрелаца У холандском купу, он постиже изједначујући гол „маказицама“ у надокнади времена против ФК Рода, успевајући тако да се избори за продужетке. Ајакс је победио резултатом 4:1, а „Ловац“ је дао још један гол у 109. минуту дајући тако свој допринос за пролазак у финале. У финалу, против ПСВ-а, Хунтелар двапут погађа противничку мрежу, укључујући и победнички погодак Добио је и Награду Јохан Кројф, која се додељује најталентованијем играчу Ередивизије, за сезону 2005/06, као и почаст за најбољег играча Ајакса исте сезоне
Хунтелар је на почетку нове сезоне, 2006/07. именован за заменика капитена. и постао први играч који је постигао гол на Емирејтс стадиону, на опроштајној утакмици Дениса Бергкампа. У европским такмичењима (УЕФА куп и Лига шампиона) постиже 8 голова у седам мечева. У холандском купу је дао 4 гола на 6 утакмица укључујући и гол у финалу против АЗ-а
У квалификацијама за Лигу шампиона у сезони 2006/07, ФК Ајакс губи од ФК Славија Праг, а Хунтелар промашује једанаестерац на тој утакмици. Такође су доживели елиминацију у УЕФА купу од Динама из Загреба, иако је Клас Јан постигао два гола.. У најбољој утакмици сезоне и победи од 8:1 у гостима против Де Графсхапа, Хунтелар доприноси са 4 постигнута гола Након повлачења Стама у октобру 2007, Хунтелар постаје привремени капитен, док се Едгар Давидс не опорави од повреде Ову сезону је завршио са 33 гола на 34 утакмице у првенству, чак једанаест више од првог пратиоца, Блаиса Куфоа, фудбалера ФК Твентеа
На почетку сезоне 2008/09, нови тренер Ајакса, Марко ван Бастен, именовао је Клас Јана за новог капитена првог тима. У јануару 2009. године, Хунтелар је прешао из Ајакса у Реал Мадрид.

### Реал Мадрид
Од јануара 2009. године Хунтелар је постао члан вишеструког првака Шпаније и Европе, Реал Мадрида. Обештећење које је Реал платио Ајаксу износи 27 милиона €. Дебитовао је у Ла Лиги 4. јануара против Виљареала Свој први гол у дресу Реала постигао је 15. фебруара 2009. против Спортинга из Хихона. Већ на следећој утакмици 21. фебруара 2009, против Реал Бетиса постиже два гола. Хунтелар је, као и Ласана Дијара дошли су у зимском прелазном року па самим тим нису имали право да наступају у Лиги шампиона пошто су претходно наступали за клубове који су играли у Купу УЕФА, ФК Ајакс односно Портсмут Ипак, УЕФА је дозволила да само један од ова два играча сме да заигра у Лиги шампиона, а то је био Ласана Дијара. У својој првој сезони у клубу Хунтелар је одиграо 20 мечева и постигао 8 голова.

### ФК Милан
За свој нови клуб Хунтелар је дебитовао на турниру ТИМ трофеј, да би свој први званични званични наступ забележио против градског ривала Интера у првенству, а први гол у дресу Милана постигао је 29. новембра 2009. против Катаније.

### Шалке 04
Немачки клуб Шалке 04 и Милан су 31. августа постигли договор о преласку Хунтелара у Шалке за око 14 милиона евра, како би се у тиму Милана ослободио простор за долазак шведског репрезентативца Златана Ибрахимовића. Хунтелар је први гол за Шалке постигао 19. септембра 2010 у поразу 3:1 код куће од Борусије из Дортмунда. У Лиги шампиона постигао је два поготка против Олимпика из Лиона 24. новембра 2010.

### Повратак у Ајакс
Дана 1. јуна 2017, Ајакс је објавио да ће Хунтелар поново потписати уговор. На утакмици против Гронингена је ушао као замена, постигао победоносни гол за свој тим, а касније добио и црвени картон.

### Повратак у Шалке
Дана 19. јануара 2021. године, Хунтелар је потписао уговор са Шалкеом до краја текуће сезоне.

## Национални тим

### Млада репрезентација
Хунтелар је добио позив да наступа на Светском првенству за младе 2001. године за младу репрезентацију Холандије од тренера Луја ван Гала. Овај нападач је постигао два гола до четвртфинала, када је екипа Египта елиминисала Холандију.
Иако је био у прелиминарном саставу Холандске сениорске репрезентације за Светско првенство 2006, одлучио је да заигра на Европском првенству за младе 2006. у Португалији, које је Холандија и освојила. Проглашен је за најбољег стрелца турнира, а у финалу је дао 2 гола селекцији Украјине. Такође је проглашен и за једног од два најбоља нападача такмичења Након овог првенства, Хунтелар се повукао из репрезентације. На укупно 22 одигране утакмице постигао је 18 погодака.

### Сениорска репрезентација
Хунтелар је позван 16. августа 2006. да дебитује за национални тим против Ирске. На том мечу постигао је два гола и два пута асистирао за укупну победу од 4:0. и тако постао први играч који је дао гол на свом дебију за национални тим Холандије још од Дика Наниге који је то успео 1978. Након неколико пропуштених утакмица, Хунтелар поново бива позван у репрезентацију у октобру 2007. да би играо квалификационе утакмице за Европско првенство у фудбалу 2008. против Румуније и Словеније. Током суспензије Руда ван Нистелроја, Клас Јан је добио прилику у стартној постави против Словеније коју је искористио на најбољи могући начин — постигао је свој први гол за национални тим на једној званичној утакмици у победи од 4-0 Позван је да заигра на Европском првенству 2008, где је постигао гол на последњој утакмици у Групи Ц против Румуније, коју су Холанђани победили резултатом 2:0.
Хунтелар је постао први избор новог холандског селектора Берта ван Марвијка.

## Стил игре
Хунтелар игра на позицији нападача, као централни нападач (класична „деветка“) коме више одговара да буде главни нападач, него полу-шпиц који игра иза главног нападача. Поседује изузетну технику и једнако је опасан по противнички гол и главом и ногом. Може да игра подједнако и левом и десном ногом. Његов стил игре веома подсећа на стил Марка ван Бастена и Фернанда Моријентеса. Изјавио је да му подршка бочних нападача много значи у игри.

## Статистика каријере

### Клуб
Ажурирано 15. септембра 2019.
| Клуб            | Сезона          | Лига            | Лига     | Лига   | Куп      | Куп    | Конт.    | Конт.  | Остало   | Остало | Укупно   | Укупно |
| Клуб            | Сезона          | Дивизија        | Утакмица | Голова | Утакмица | Голова | Утакмица | Голова | Утакмица | Голова | Утакмица | Голова |
| --------------- | --------------- | --------------- | -------- | ------ | -------- | ------ | -------- | ------ | -------- | ------ | -------- | ------ |
| ПСВ             | 2002/03.        | Ередивизија     | 1        | 0      | 0        | 0      | 0        | 0      | —        | —      | 1        | 0      |
| Де Графшап      | 2002/03.        | Ередивизија     | 9        | 0      | 1        | 0      | —        | —      | —        | —      | 10       | 0      |
| АГОВВ           | 2003/04.        | Ерсте дивисије  | 35       | 26     | 2        | 1      | —        | —      | —        | —      | 37       | 27     |
| Херенвен        | 2004/05.        | Ередивизија     | 31       | 16     | 1        | 0      | 7        | 3      | —        | —      | 39       | 19     |
| Херенвен        | 2005/06.        | Ередивизија     | 15       | 17     | 1        | 1      | 6        | 2      | —        | —      | 22       | 20     |
| Херенвен        | Укупно          | Укупно          | 46       | 33     | 2        | 1      | 13       | 5      | —        | —      | 61       | 39     |
| Ајакс           | 2005/06.        | Ередивизија     | 16       | 16     | 3        | 5      | 2        | 1      | 4        | 2      | 25       | 24     |
| Ајакс           | 2006/07.        | Ередивизија     | 32       | 21     | 6        | 4      | 9        | 9      | 4        | 2      | 51       | 36     |
| Ајакс           | 2007/08.        | Ередивизија     | 34       | 33     | 2        | 1      | 4        | 2      | 5        | 0      | 45       | 36     |
| Ајакс           | 2008/09.        | Ередивизија     | 10       | 6      | 1        | 1      | 4        | 2      | —        | —      | 15       | 9      |
| Ајакс           | Укупно          | Укупно          | 92       | 76     | 12       | 11     | 19       | 14     | 13       | 4      | 136      | 105    |
| Реал Мадрид     | 2008/09.        | Ла лига         | 20       | 8      | 0        | 0      | 0        | 0      | —        | —      | 20       | 8      |
| Милан           | 2009/10.        | Серија А        | 25       | 7      | 2        | 0      | 3        | 0      | —        | —      | 30       | 7      |
| Шалке 04        | 2010/11.        | Бундеслига      | 24       | 8      | 3        | 2      | 8        | 3      | —        | —      | 35       | 13     |
| Шалке 04        | 2011/12.        | Бундеслига      | 32       | 29     | 3        | 5      | 12       | 14     | 1        | 0      | 48       | 48     |
| Шалке 04        | 2012/13.        | Бундеслига      | 26       | 10     | 2        | 2      | 7        | 4      | —        | —      | 35       | 16     |
| Шалке 04        | 2013/14.        | Бундеслига      | 18       | 12     | 1        | 1      | 2        | 1      | —        | —      | 21       | 14     |
| Шалке 04        | 2014/15.        | Бундеслига      | 28       | 9      | 1        | 0      | 8        | 5      | —        | —      | 37       | 14     |
| Шалке 04        | 2015/16.        | Бундеслига      | 31       | 12     | 2        | 1      | 7        | 3      | —        | —      | 40       | 16     |
| Шалке 04        | 2016/17.        | Бундеслига      | 16       | 2      | 3        | 2      | 5        | 1      | —        | —      | 24       | 5      |
| Шалке 04        | Укупно          | Укупно          | 175      | 82     | 15       | 13     | 49       | 31     | 1        | 0      | 240      | 126    |
| Ајакс           | 2017/18.        | Ередивизија     | 28       | 13     | 1        | 0      | 3        | 0      | —        | —      | 32       | 13     |
| Ајакс           | 2018/19.        | Ередивизија     | 28       | 16     | 4        | 3      | 11       | 4      | —        | —      | 43       | 23     |
| Ајакс           | 2019/20.        | Ередивизија     | 4        | 3      | 0        | 0      | 4        | 1      | —        | —      | 8        | 4      |
| Укупно у Ајаксу | Укупно у Ајаксу | Укупно у Ајаксу | 152      | 108    | 17       | 14     | 37       | 19     | 13       | 4      | 219      | 145    |
| Укупно каријера | Укупно каријера | Укупно каријера | 463      | 264    | 39       | 29     | 102      | 55     | 14       | 4      | 618      | 352    |

### Репрезентација
Ажурирано 13. октобра 2015.
| Холандија | Холандија | Холандија |
| Година    | Утакмица  | Голова    |
| --------- | --------- | --------- |
| 2006      | 4         | 2         |
| 2007      | 5         | 1         |
| 2008      | 9         | 7         |
| 2009      | 11        | 4         |
| 2010      | 12        | 11        |
| 2011      | 8         | 5         |
| 2012      | 10        | 4         |
| 2013      | 1         | 0         |
| 2014      | 9         | 4         |
| 2015      | 7         | 4         |
| Укупно    | 76        | 42        |

### Голови за репрезентацију
| #  | Датум               | Стадион                                       | Противник            | Гол   | Резултат | Такмичење                 |
| -- | ------------------- | --------------------------------------------- | -------------------- | ----- | -------- | ------------------------- |
| 1  | 16. август 2006.    | Лендсдаун роуд, Даблин, Ирска                 | Ирска                | 0 : 1 | 0 : 4    | Пријатељска               |
| 2  | 16. август 2006.    | Лендсдаун роуд, Даблин, Ирска                 | Ирска                | 0 : 3 | 0 : 4    | Пријатељска               |
| 3  | 17. октобар 2007.   | Филипс стадион, Ајндховен, Холандија          | Словенија            | 2 : 0 | 2 : 0    | Квалификације за ЕП 2008. |
| 4  | 6. фебруар 2008.    | Пољуд, Сплит, Хрватска                        | Хрватска             | 0 : 2 | 0 : 3    | Пријатељска               |
| 5  | 26. март 2008.      | Стадион Ернст Хапел, Беч, Аустрија            | Аустрија             | 3 : 1 | 3 : 4    | Пријатељска               |
| 6  | 26. март 2008.      | Стадион Ернст Хапел, Беч, Аустрија            | Аустрија             | 3 : 4 | 3 : 4    | Пријатељска               |
| 7  | 24. мај 2008.       | Де Којп, Ротердам, Холандија                  | Украјина             | 2 : 0 | 3 : 0    | Пријатељска               |
| 8  | 17. јун 2008.       | Стадион Швајцарска, Берн, Швајцарска          | Румунија             | 1 : 0 | 2 : 0    | ЕП 2008.                  |
| 9  | 6. септембар 2008.  | Филипс стадион, Ајндховен, Холандија          | Аустралија           | 1 : 0 | 1 : 2    | Пријатељска               |
| 10 | 11. октобар 2008.   | Де Којп, Ротердам, Холандија                  | Исланд               | 2 : 0 | 2 : 0    | Квалификације за СП 2010. |
| 11 | 11. фебруар 2009.   | Стадион 7. новембар, Раде, Тунис              | Тунис                | 0 : 1 | 1 : 1    | Пријатељска               |
| 12 | 28. март 2009.      | Амстердам арена, Амстердам, Холандија         | Шкотска              | 1 : 0 | 3 : 0    | Квалификације за СП 2010. |
| 13 | 1. април 2009.      | Амстердам арена, Амстердам, Холандија         | Република Македонија | 2 : 0 | 4 : 0    | Квалификације за СП 2010. |
| 14 | 5. септембар 2009.  | Де Гролш Весте, Холандија                     | Јапан                | 3 : 0 | 3 : 0    | Пријатељска               |
| 15 | 3. март 2010.       | Амстердам арена, Амстердам, Холандија         | Сједињене Државе     | 2 : 0 | 2 : 1    | Пријатељска               |
| 16 | 24. јун 2010.       | Стадион Кејптаун, Јужноафричка Република      | Камерун              | 2 : 1 | 2 : 1    | СП 2010.                  |
| 17 | 3. септембар 2010.  | Стадион Олимпико, Сан Марино                  | Сан Марино           | 2 : 0 | 5 : 0    | Квалификације за ЕП 2012. |
| 18 | 3. септембар 2010.  | Стадион Олимпико, Сан Марино                  | Сан Марино           | 3 : 0 | 5 : 0    | Квалификације за ЕП 2012. |
| 19 | 3. септембар 2010.  | Стадион Олимпико, Сан Марино                  | Сан Марино           | 4 : 0 | 5 : 0    | Квалификације за ЕП 2012. |
| 20 | 7. септембар 2010.  | Де Којп, Ротердам, Холандија                  | Финска               | 1 : 0 | 2 : 1    | Квалификације за ЕП 2012. |
| 21 | 7. септембар 2010.  | Де Којп, Ротердам, Холандија                  | Финска               | 2 : 0 | 2 : 1    | Квалификације за ЕП 2012. |
| 22 | 8. октобар 2010.    | Зимбру стадион, Кишињев, Молдавија            | Молдавија            | 0 : 1 | 0 : 1    | Квалификације за ЕП 2012. |
| 23 | 12. октобар 2010.   | Амстердам арена, Амстердам, Холандија         | Шведска              | 1 : 0 | 4 : 1    | Квалификације за ЕП 2012. |
| 24 | 12. октобар 2010.   | Амстердам арена, Амстердам, Холандија         | Шведска              | 3 : 0 | 4 : 1    | Квалификације за ЕП 2012. |
| 25 | 17. новембар 2010.  | Амстердам арена, Амстердам, Холандија         | Турска               | 1 : 0 | 1 : 0    | Пријатељска               |
| 26 | 9. фебруар 2011.    | Филипс стадион, Ајндховен, Холандија          | Аустрија             | 2 : 0 | 3 : 1    | Пријатељска               |
| 27 | 2. септембар 2011.  | Филипс стадион, Ајндховен, Холандија          | Сан Марино           | 5 : 0 | 11 : 0   | Квалификације за ЕП 2012. |
| 28 | 2. септембар 2011.  | Филипс стадион, Ајндховен, Холандија          | Сан Марино           | 8 : 0 | 11 : 0   | Квалификације за ЕП 2012. |
| 29 | 7. октобар 2011.    | Де Којп, Ротердам, Холандија                  | Молдавија            | 1 : 0 | 1 : 0    |                           |
| 30 | 11. октобар 2011.   | Стадион Росунда, Солна, Шведска               | Шведска              | 1 : 1 | 3 : 2    | Квалификације за ЕП 2012. |
| 31 | 29. фебруар 2012.   | Стадион Вембли, Лондон, Енглеска              | Енглеска             | 0 : 2 | 2 : 3    | Пријатељска               |
| 32 | 15. август 2012.    | Стадион краља Бодуена, Брисел, Белгија        | Белгија              | 1 : 2 | 4 : 2    | Пријатељска               |
| 33 | 12. септембар 2012. | Стадион Ференца Пушкаша, Будимпешта, Мађарска | Мађарска             | 1 : 4 | 1 : 4    | Квалификације за ЕП 2014. |
| 34 | 12. октобар 2012.   | Де Којп, Ротердам, Холандија                  | Андора               | 2 : 0 | 3 : 0    | Квалификације за ЕП 2014. |
| 35 | 29. јун 2014.       | Стадион Кастелао, Форталеза, Бразил           | Мексико              | 2 : 1 | 2 : 1    | СП 2014.                  |
| 36 | 10. октобар 2014.   | Амстердам арена, Амстердам, Холандија         | Казахстан            | 1 : 1 | 3 : 1    | Квалификације за ЕП 2016. |
| 37 | 16. новембар 2014.  | Амстердам арена, Амстердам, Холандија         | Летонија             | 3 : 0 | 6 : 0    | Квалификације за ЕП 2016. |
| 38 | 16. новембар 2014.  | Амстердам арена, Амстердам, Холандија         | Летонија             | 6 : 0 | 6 : 0    | Квалификације за ЕП 2016. |
| 39 | 28. март 2015.      | Амстердам арена, Амстердам, Холандија         | Турска               | 1 : 1 | 1 : 1    | Квалификације за ЕП 2016. |
| 40 | 5. јун 2015.        | Амстердам арена, Амстердам, Холандија         | Сједињене Државе     | 1 : 0 | 3 : 4    | Пријатељска               |
| 41 | 5. јун 2015.        | Амстердам арена, Амстердам, Холандија         | Сједињене Државе     | 2 : 1 | 3 : 4    | Пријатељска               |
| 42 | 13. октобар 2015.   | Амстердам арена, Амстердам, Холандија         | Чешка                | 1 : 3 | 2 : 3    | Квалификације за ЕП 2016. |

## Награде

### Клуб
Ајакс
- Првенство Холандије : 2018/19.
- Куп Холандије : 2005/06, 2006/07, 2018/19.
- Суперкуп Холандије : 2007.

Шалке 04
- Куп Немачке : 2010/11.
- Суперкуп Немачке : 2011.

### Репрезентација
Холандија
- Европско првенство до 21 године : 2006.[52]
- Светско првенство : финале 2010, треће место 2014.

### Индивидуалне
- Најбољи стрелац Прве Дивизије: 2003/04.[53]
- Играч године прве дивизије: 2003/04.
- Најбољи стрелац Ередивизије: 2005/06,[53] 2007/08.[53]
- Најбољи стрелац Бундеслиге (29 голова): 2011/12.[54]
- Тим сезоне у Бундеслиги: 2011/12.[55]
- Талент године у Ередивизији: 2005/06.[53]
- Играч године Ајакса: 2006.[56]
- Најбољи стрелац Европског првенства за младе: 2006.[57]
- Најбољи стрелац Европског првенства за младе: 2006.[58]
- Најбољи стрелац КЕП 2012.[59]
- Најбољи стрелац младе репрезентације Холандије свих времена
- Најбољи стрелац Шалкеа у европским такмичењима: 31 гол